# Бидиакис-куб
Бидиакис-куб — это 3-регулярный граф с 12 вершинами и 18 рёбрами.

## Построение
Бидиакис-куб является кубическим гамильтоновым графом, и его можно определить LCF-кодом [-6,4,-4]4.
Бидиакис-куб можно построить из куба путём добавления рёбер поперёк верхней и нижней граней, соединяющих середины противоположных сторон. Два дополнительных ребра должны быть перпендикулярны друг другу. По этому построению бидиакис-куб является полиэдральным графом и может быть представлен в виде выпуклого многогранника. Поэтому, согласно теореме Штайница, граф  является вершинно 3-связным простым планарным графом.

## Алгебраические свойства
Бидиакис-куб не вершинно-транзитивен и его полная группа автоморфизмов изоморфна диэдральной группе порядка 8, группе симметрий квадрата, включая как вращения, так и отражения.
Характеристический многочлен  бидиакис-куба равен
{\displaystyle (x-3)(x-2)(x^{4})(x+1)(x+2)(x^{2}+x-4)^{2}}.

## Галерея

Хроматическое число бидиакис-куба равно 3.
Хроматический индекс бидиакис-куба равен 3.
Бидиакис-куб является планарным.
Построение бидиакис-куба из куба.